# Monet Mazur
Monet Happy Mazur (Los Angeles, 17 aprile 1976) è un'attrice e modella statunitense.

## Biografia
Mazur è nata a Los Angeles, in California, figlia di Ruby Mazur, illustratore noto per aver creato il logo "lingua" per i Rolling Stones, e sua madre Valerie Chasin, una modella. Mazur è la maggiore di quattro fratelli, l'unica figlia, a cui sono stati dati tutti i nomi che sono i cognomi di artisti famosi. Mazur è di origine ebrea da parte di suo padre. È cugina di Epic Mazur, ex cantante e rapper del gruppo musicale Crazy Town, ed è apparsa nel video del loro singolo "Revolving Door" a fianco di Kimberly Stewart.

## Carriera
Monet Mazur inizia a lavorare come modella durante l'adolescenza, lavorando, tra l'altro, come testimonial dell'azienda di abbigliamento statunitense Gap nel 2008.
Come attrice ha lavorato in film cinematografici come Quel mostro di suocera, 40 giorni & 40 notti, Blow, Oggi sposi... niente sesso e Torque - Circuiti di fuoco (nel quale rivestiva il ruolo della co-protagonista Shane), ed in numerosi ruoli televisivi come CSI: Miami, Cold Case, Jack & Jill, NCIS: Los Angeles, Castle - Detective tra le righe, Strange World e Party of Five, Law & Order Unità Vittime Speciali. 
Ha inoltre partecipato come comparsa nel film La Famiglia Addams e in un episodio della IV stagione della serie televisiva Chuck.
Dal 2018 interpreta Laura Baker nella serie televisiva The CW, All American. Lo spettacolo è stato presentato in anteprima a ottobre 2018. Ad aprile 2019 lo spettacolo è stato rinnovato per una seconda stagione.

## Vita privata
Nel 2002 è stata brevemente legata ad Ashton Kutcher. Nell'aprile 2005 sposa il regista Alex de Rakoff, dal quale ha avuto due figli: Marlon (2005) e Luciano Cy (2011).

## Filmografia parziale

### Cinema
- Blow, regia di Ted Demme (2001)
- Angel Eyes - Occhi d'angelo (Angel Eyes), regia di Luis Mandoki (2001)
- 40 giorni & 40 notti (40 Days and 40 Nights), regia di Michael Lehmann (2002)
- Oggi sposi... niente sesso (Just Married), regia di Shawn Levy (2003)
- Torque - Circuiti di fuoco (Torque), regia di Joseph Kahn (2004)
- Quel mostro di suocera (Monster-in-Law), regia di Robert Luketic (2005)
- Stoned, regia di Stephen Woolley (2005)
- Whirlygirl (2006)
- Live! - Ascolti record al primo colpo (Live!), regia di Bill Guttentag (2007)

### Televisione
- Chuck – serie TV, episodio 4x10 (2010)
- Castle – serie TV, episodi 1x01-2x24-3x05 (2009-2010)
- CSI - Scena del crimine (CSI - Crime Scene Investigation) – serie TV, episodio 10x22 (2010)
- Il passato non muore mai (Adopting Terror), regia di Micho Rutare – film TV (2012)
- Rizzoli & Isles – serie TV, episodio 3x06 (2012)
- All American – serie TV, 90 episodi (2014-in corso)

## Doppiatrici italiane
Nelle versioni in italiano delle opere in cui ha recitato, Monet Mazur è stata doppiata da:
- Federica De Bortoli in Oggi sposi... niente sesso, Quel mostro di suocera, Castle
- Cristiana Rossi in Torque - Circuiti di fuoco, Live! - Ascolti record al primo colpo
- Federica Bomba in 40 giorni & 40 notti
- Cristina Boraschi in Cold Case - Delitti irrisolti
- Giò Giò Rapattoni in All American